# 抱罗镇
抱罗镇是中华人民共和国海南省文昌市下辖的一个镇。
抱罗镇是海南名小吃抱罗粉发源地。

## 教育
- 罗峰中学

## 行政区划
抱罗镇下辖以下村级行政区划单位：
抱罗墟社区、红旗村、抱功村、抱农村、先锋村、山梅村、振联村、抱罗村、抱民村、东宛村、抱英村和抱锦村。